# Det brune hus
Det brune hus var rigshovedkvarteret for det tyske nazistpartiet Nationalsozialistische Deutsche Arbeiterpartei (NSDAP) fra 1931. Huset lå i Briennerstrasse 45 i München.
I 1920 oprettet partiet et mindre hovedkvarter på Sternacker-Bräu i München. Derefter tog man i 1922 et hus på Corneliusstrasse 12 i brug. Dette blev nedlagt da partiet blev opløst 11. november 1923, efter ølkælderkuppet.
Efter at partiet blev reorganiseret i 1925, brugte ledelsen lokalene til Eher Verlag på Thierstrasse 15. Dette firmaet blev derefter partiets officielle forlag. Efter seks måneder flyttet ledelsen videre til Schellingstrasse 50, hvor man tog over et helt hus.
I 1928 kunne partiet ved hjælp af midler fra industriherrer i Rhinland, specielt fra Emil Kirdorf, købe Briennerstrasse 45, som var en rummelig patriciervilla kendt som Barlow-palasset. Under Hitlers ledelse blev det ombygget til et kontorbygning af arkitekten Paul Ludwig Troost. De store værelser blev opdelt i mindre enheder, og på grund af den høje lofthøjde kunne mellemgulv installeres.

## Dokumentationscenteret for nationalsocialisme i München
Det brune hus blev beskadiget i et flyangreb i 1945 og blev revet ned i 1947. Husets fundament blev dog stående i 60 år, og den 6. december 2005 blev det besluttet at bygge et dokumentationscenteret om nationalsocialisme på stedet. Grundstennedlæggelsen skete i 2008. Der var problemer med finansieringen, men i juni 2009 blev byen München, delstaten Bayern og den føderale regeringen enige om en finansieringsaftale. Dokumentationscentret stod færdig og blev åbnet 30. april 2015.